# شکیرچن
شکیرچن (به لهستانی:  Siekierczyn) یک روستا در لهستان است که در گمینا شکیرچن واقع شده‌است. شکیرچن ۱٬۸۰۰ نفر جمعیت دارد.